# Piłka siatkowa na Światowych Wojskowych Igrzyskach Sportowych 2015
Piłka siatkowa na Światowych Wojskowych Igrzyskach Sportowych 2015 – zawody, które odbywały się w koreańskim Mungyeongu w dniach 3–10 października 2015 roku podczas igrzysk wojskowych. 

## Harmonogram
|  | Faza grupowa |  | Faza pucharowa | F | Finał |

| Konkurencja       | 3 | 4 | 5 | 6 | 7 | 8 | 9 | 10 |
| Siatkówka halowa  |   |   |   |   |   |   |   |    |
| ----------------- | - | - | - | - | - | - | - | -- |
| – kobiet          |   |   |   |   |   |   |   | F  |
| – mężczyzn        |   |   |   |   |   |   |   | F  |
| Siatkówka plażowa |   |   |   |   |   |   |   |    |
| – kobiet          |   |   |   |   |   |   |   |    |
| – mężczyzn        |   |   |   |   |   |   |   |    |

## Medaliści

### Siatkówka halowa
| Konkurencja           | Złoto | Srebro | Brąz |
| Kobiety (szczegóły)   | Brazylia Regiane Bidias Ana Cristina Porto Natasha Farinea Valeska Menezes Veridiana Mostaco da Fonseca Cláudia Bueno da Silva Priscila Heldes Bruna Honório Michelle Pavão Renata Colombo                             | Chiny Wang Yunlu Zhu Linfen Liu Yanhan Yang Junjing Shen Jingsi Fan Linlin Zuo Ting Yuan Xinyue Qi Lin Wang Qi Wang Yan Huang Liuyan                                                        | Wietnam Trần Thị Thảo Âu Hồng Nhung Nguyễn Thị Thanh Hương Trần Thu Trang Vũ Thị Thu Hà Phạm Thị Yến Đỗ Thị Minh Nguyễn Linh Chi Vương Thị Mai Trần Tôn Nữ Ly Linh Bùi Thị Ngà Phạm Thị Liên |
| Mężczyźni (szczegóły) | Brazylia Raphael (Vinhedo) Lucas Provenzano Raphael Thiago Edson Cândido Richardson Moreira Thiago Gelinski Aureliano da Silva Renato dos Santos Vinícius Siqueira Paulo Ferreira Alexander Marczewski Thiago Zambelli | Egipt Abdalla Bekhit Abdelhalim Abou Ahmad Abd al-Hajj Mamdouh Abdelrehim Mohamed Thakil Mohamed Masoud Omar Hassan Hossam Abdalla Mohamed Badawy Ahmed Elkotb Mohamed Moawad Mahmoud Raouf | Korea Południowa Jeong Yeong-ho An Jun-chan Lee Hyo-dong Gong Jae-hak Cho Sung-chul Jung Sung-min Kim Jeong-hwan Jo Min Cho Keun-ho Jo Jae-young Gu Do-hyeon Shin Yung-suk                   |

### Siatkówka plażowa
| Konkurencja           | Złoto | Srebro | Brąz |
| Kobiety (szczegóły)   |       |        |      |
| Mężczyźni (szczegóły) |       |        |      |

## Klasyfikacja medalowa
* Gospodarz zawodów został zaznaczony tym kolorem.
| Miejsce           | Reprezentacja     | Złoto | Srebro | Brąz | Razem |
| 1                 | Brazylia          | 2     | 0      | 0    | 2     |
| 2                 | Chiny             | 0     | 1      | 0    | 1     |
| 2                 | Egipt             | 0     | 1      | 0    | 1     |
| 4                 | Wietnam           | 0     | 0      | 1    | 1     |
| 4                 | Korea Południowa* | 0     | 0      | 1    | 1     |
| Ogółem (8 państw) | Ogółem (8 państw) | 2     | 2      | 2    | 6     |